# 陳木勝
陳木勝（英語：Benny Chan Muk Sing，1961年10月24日—2020年8月23日），是香港男性電影監製、電影導演、電視台編劇，尤擅動作電影，曾以《衝鋒隊怒火街頭》（1996年）、《雙雄》（2003年）、《新警察故事》（2004年）、《保持通話》（2008年）、《掃毒》（2013年）及遺作《怒火》（2021年），六度獲提名香港電影金像獎最佳導演獎，2022年憑著遺作《怒火》奪得《第40屆香港電影金像獎》最佳導演、最佳電影、最佳剪接與最佳動作設計四項殊榮。

## 生平

### 早年生活
陳木勝於九龍橫頭磡徙置區22座長大，小時候經常一個人去看電影，尤其喜歡觀賞邵氏兄弟、嘉禾兩大公司在早上播映的便宜動作片，因而受到薰陶。他在1974年畢業於聖公會基心小學（橫頭磡8座舊校）上午校，同年升讀九龍城篤信中學。1981年中學畢業後，他先因自小對汽車產生興趣而到一間汽車公司當汽車銷售員，後於同年加入了麗的電視，當文員助理、場記、助理編導，1982年隨蕭笙一起轉投無綫電視，當上杜琪峯的助理編導。他於1985年升任編導，曾拍攝《雪山飛狐》、《倚天屠龍記》（離職前參與製作的最後一部作品）等電視劇，至1987年選擇離開，隨招振強加入珠城錄像拍攝錄影帶劇集，一年後分別為黃百鳴和梁普智，所導演的《呷醋大丈夫》與《殺之戀》擔當執行導演。1989年，他重返前身為麗的電視的亞洲電視任編導及監製，拍製了《皇家檔案》、《中華英雄》等劇集。

### 演藝發展
陳木勝首部執導電影為1988年與戚健仲合導的《虎穴奇兵》，其後首次個人執導《天若有情》，但影片實際上由監製兼師傅杜琪峯執導大部分場面，除了電影票房不俗，亦讓「華 Dee」成為劉德華的代表角色。随后連續七、八年，他同時在電影界和電視界發展，曾編導及監製了《勝者為王》、《勝者為王II天下無敵》、《洪熙官》、《精武門》等電視劇集，也執導了《嘩！英雄》、《旺角的天空》、《衝鋒隊：怒火街頭》等電影。1997年後，他全身投入電影圈，1998年與成龍聯合導演《我是誰》，及後又執導《特警新人類》、《雙雄》、《新警察故事》、《男兒本色》、《保持通話》、《新少林寺》等作品；2005年《三岔口》曾讓郭富城獲得第42屆金馬獎「最佳男主角」獎項，而2013年上映的《掃毒》票房更達到2.4億元。
陳木勝年輕時受吳宇森、杜琪峯和徐克所影響，故此在電影方面以拍攝警匪題材為主，當中曾以《衝鋒隊：怒火街頭》（1996年）、《雙雄》（2003年）、《新警察故事》（2004年）、《保持通話》（2008年）及《掃毒》（2013年），五度獲提名香港電影金像獎最佳導演獎。此外，他亦為徒弟麥兆輝導演的2001年上映的《願望樹》，再於2002年與關信輝一起導演《賤精先生》，並擔任監製。2014年，他監製關信輝負責導演的《五個小孩的校長》，2015年拍攝清末民初武俠片《危城》，2016年則有別於2005年執導的《寶貝計劃》，嘗試將真人表演與特效動畫人物結合，且加入喜劇元素，製作成合家歡喜劇電影《喵星人》。2021年，他獲香港電影導演會追頒「榮譽大獎」，以表揚對香港電影界貢獻良多。
2022年，陳木勝分別憑遺作《怒火》奪得《第28屆香港電影評論學會大獎》和《第40屆香港電影金像獎》的「最佳導演」獎，而《怒火》亦成為該屆最佳電影，以及得到「最佳剪接」與「最佳動作設計」兩項殊榮。

### 逝世
2019年，陳木勝於拍攝由甄子丹、謝霆鋒主演的電影《怒火》期間，突然感到身體不適，後經證實患上末期鼻咽癌。至2020年初，他透過楊受成幫助下于跑馬地養和醫院治疗癌病，但在同年8月23日早上离世，享年58歲，而《怒火》也成为了其遺作。追思會於同年9月4日假沙田聖本篤堂舉行，由於限聚令關係，因此只邀請親友和少量影壇好友參加。遺體在同月7日逾越聖祭及辭靈禮過後，則移送柴灣歌連臣角火葬場火化。

## 作品

### 電影
| 年份   | 電影名               | 職銜             | 備註                     |
| 1988年 | 虎穴奇兵             | 導演             | 與戚健仲合導             |
| 1990年 | 天若有情             | 導演             |                          |
| 1991年 | 帶子洪郎             | 導演             |                          |
| 1992年 | 嘩！英雄             | 導演             |                          |
| 1993年 | 天若有情II之天長地久 | 導演             |                          |
| 1993年 | 新仙鶴神針           | 導演             |                          |
| 1994年 | 傷城記               | 導演             | 新加坡電影               |
| 1995年 | 旺角的天空           | 導演、監製       | 與鄭偉文聯合執導         |
| 1995年 | 歡樂時光             | 導演             | 兼任演員，扮演「副導演」 |
| 1996年 | 衝鋒隊：怒火街頭     | 導演、監製、編劇 |                          |
| 1996年 | 少年15/16時          | 監製             |                          |
| 1998年 | 我是誰               | 導演             | 與成龍聯合導演           |
| 1999年 | 特警新人類           | 導演、監製、編劇 |                          |
| 2000年 | 特警新人類2          | 導演、監製       |                          |
| 2001年 | 願望樹               | 監製             |                          |
| 2001年 | 賤精先生             | 監製             |                          |
| 2003年 | 雙雄                 | 導演、監製       |                          |
| 2004年 | 新警察故事           | 導演、監製       |                          |
| 2005年 | 三岔口               | 導演、監製       |                          |
| 2006年 | 宝贝计划             | 導演、監製、編劇 |                          |
| 2007年 | 男兒本色             | 導演、監製、編劇 |                          |
| 2008年 | 保持通話             | 導演、監製、編劇 |                          |
| 2010年 | 全城戒備             | 導演、監製、編劇 |                          |
| 2011年 | 新少林寺             | 導演、監製       | 兼任剪接                 |
| 2013年 | 掃毒                 | 導演、監製、編劇 |                          |
| 2015年 | 五個小孩的校長       | 監製             |                          |
| 2016年 | 危城                 | 導演             |                          |
| 2017年 | 喵星人               | 導演             |                          |
| 2021年 | 怒火                 | 導演、監製、編劇 | 遺作                     |

### 電視劇
| 年份                | 劇名                | 職銜       |
| 麗的電視 / 亞洲電視 |                     |            |
| 1981年              | 武俠帝女花          | 助導、統籌 |
| 1981年              | 遊俠張三豐          | 助導、統籌 |
| 1990年              | 赤子雄風            | 監製、編導 |
| 1990年              | 中華英雄            | 編導       |
| 1991年              | 勝者為王            | 編導       |
| 1992年              | 勝者為王II天下無敵  | 編導       |
| 1993年              | 勝者為王III王者之戰 | 編導       |
| 1994年              | 洪熙官              | 編導       |
| 1994年              | 碧血青天珍珠旗      | 編導       |
| 1995年              | 精武門              | 編導       |
| 1996年              | 千王之王重出江湖    | 編導       |
| 1996年              | 殭屍道長II          | 編導       |
| 無綫電視            |                     |            |
| 1982年              | 天龍八部            | 助導       |
| 1983年              | 神雕俠侶            | 助導       |
| 1984年              | 鹿鼎記              | 助導       |
| 1984年              | 楚留香之蝙蝠傳奇    | 助導       |
| 1985年              | 江湖浪子            | 助導       |
| 1985年              | 鍾無艷              | 編導       |
| 1985年              | 雪山飛狐            | 編導       |
| 1985年              | 新紮師兄續集        | 編導       |
| 1986年              | 林沖                | 編導       |
| 1986年              | 黃大仙              | 編導       |
| 1986年              | 倚天屠龍記          | 編導       |
| 1988年              | 名門                | 編導       |

## 獎項
| 屆數                           | 作品           | 獎項       | 結果 |
| 香港電影金像獎                 |                |            |      |
| 第16屆香港電影金像獎           | 衝鋒隊怒火街頭 | 最佳電影   | 提名 |
| 第16屆香港電影金像獎           | 衝鋒隊怒火街頭 | 最佳導演   | 提名 |
| 第23屆香港電影金像獎           | 雙雄           | 最佳導演   | 提名 |
| 第24屆香港電影金像獎           | 新警察故事     | 最佳電影   | 提名 |
| 第24屆香港電影金像獎           | 新警察故事     | 最佳導演   | 提名 |
| 第28屆香港電影金像獎           | 保持通話       | 最佳導演   | 提名 |
| 第33屆香港電影金像獎           | 掃毒           | 最佳電影   | 提名 |
| 第33屆香港電影金像獎           | 掃毒           | 最佳導演   | 提名 |
| 第35屆香港電影金像獎           | 五個小孩的校長 | 最佳電影   | 提名 |
| 第40屆香港電影金像獎           | 怒火           | 最佳電影   | 獲獎 |
| 第40屆香港電影金像獎           | 怒火           | 最佳導演   | 獲獎 |
| 中國電影金雞獎                 |                |            |      |
| 第25屆中國電影金雞獎           | 新警察故事     | 最佳故事片 | 提名 |
| 香港電影導演會年度大獎         |                |            |      |
| 2020年度香港電影導演會年度大獎 | 不適用         | 榮譽大獎   | 獲獎 |
| 2021年度香港電影導演會年度大獎 | 怒火           | 最佳導演   | 獲獎 |
| 香港電影評論學會大獎           |                |            |      |
| 第28屆香港電影評論學會大獎     | 怒火           | 最佳導演   | 獲獎 |

## 外部連結
- 陳木勝的新浪微博
- 陳木勝在互联网电影资料库（IMDb）上的資料（英文）（英文）
- 在AllMovie上陳木勝的頁面（英文）
- 陳木勝在香港影庫上的簡介
- 陳木勝在豆瓣上的资料（简体中文）
- 陳木勝在时光网上的簡介（简体中文）